# Tetrastigma papillosum
Tetrastigma papillosum är en vinväxtart som först beskrevs av Bi., och fick sitt nu gällande namn av Jules Émile Planchon. Tetrastigma papillosum ingår i släktet Tetrastigma och familjen vinväxter. Inga underarter finns listade i Catalogue of Life.